# Tiziano Terzani
Tiziano Terzani (14. září 1938, Florencie — 28. července 2004, Orsigna u Pistoie) byl italský reportér, novinář a publicista.

## Dílo
- Pelle di leopardo. Diario vietnamita di un corrispondente di guerra 1972-1973, 1973
- Giai Phong! La liberazione di Saigon, 1976
- La porta proibita, 1984
- Buonanotte, signor Lenin, 1992
- Un indovino mi disse, 1995
- In Asia, 1998
- Lettere contro la guerra, 2002
- Un altro giro di giostra, 2004
- La fine è il mio inizio, 2006
- Fantasmi, 2008